# 睡貓

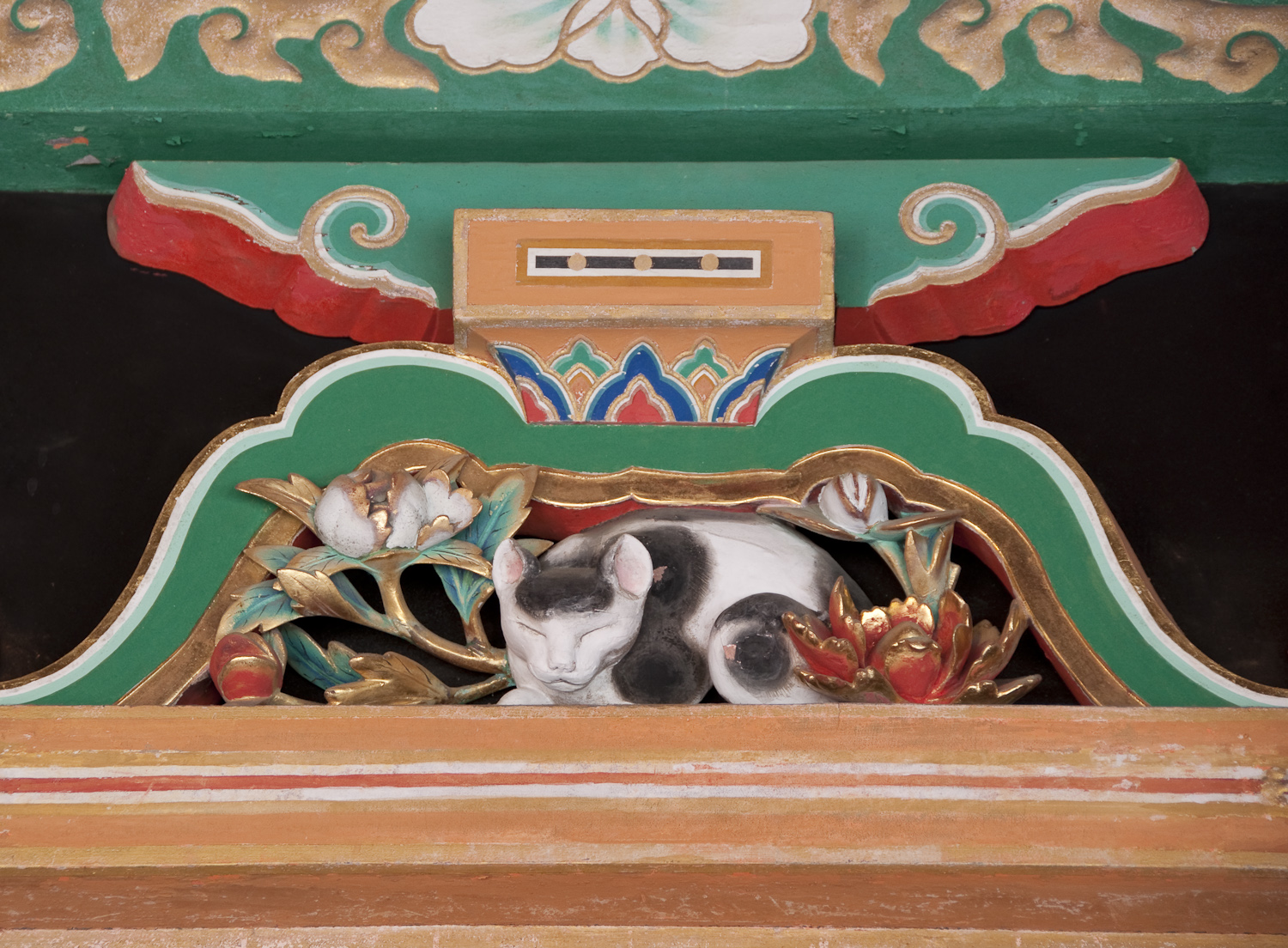
睡貓

睡貓（日语：眠り猫，ねむりねこ）是日本栃木縣日光市日光東照宮走廊上的建築裝飾雕刻，據傳是彫刻職人左甚五郎的作品。而左甚五郎的雕刻技法亦對之後日本的動物雕刻產生影響。日光東照宮擁有多種動物題材的雕刻。2016年，在經過修復後，睡貓時隔月60年再次展出。